# This Is America
This Is America ist ein Song des US-amerikanischen Rappers Childish Gambino, dem musikalischen Künstlernamen des Schauspielers Donald Glover. Das Stück wurde von Glover, Ludwig Göransson und Young Thug geschrieben und im Mai 2018 veröffentlicht.
An dem Song waren außerdem der US-amerikanische Rapper Slim Jimmy, BlocBoy JB, 21 Savage und Quavo beteiligt. Das dazugehörige Musikvideo wurde von Hiro Murai gedreht. This Is America debütierte als erste Single von Childish Gambino in den Billboard Hot 100 auf Platz eins und war auch seine erste Top-Ten-Single in den Vereinigten Staaten.

## Komposition
Der Song enthält einen Gospelchor und Hintergrundgesang verschiedener US-amerikanischer Rapper. Young Thug, Slim Jxmmi, BlocBoy JB, 21 Savage und Quavo liefern jeweils eine ad lib. Young Thug rappt ebenfalls im Outro. Der Liedtext handelt in erster Linie vom Leben als Schwarzer in den Vereinigten Staaten und der Waffengewalt in dem Land. Pitchforks Stephen Kearse beschrieb den Song als Darstellung des sogenannten „Drahtseils des Schwarzseins“, wobei der Song „auf dem scharfen Kontrast zwischen fröhlichen, synkretistischen Melodien und bedrohlichen Trap-Rhythmen aufbaut“.

## Musikvideo
Unter der Regie von Hiro Murai wurde das Musikvideo am selben Tag veröffentlicht, an dem Gambino den Song bei Saturday Night Live aufführte. Das auf YouTube veröffentlichte Video erregte rasch großes Aufsehen. Es folgt Gambino beim Tanzen durch ein Lagerhaus, während er mit scheinbar chaotischen, aber vielfach symbolisch aufgeladenen Szenen im Hintergrund interagiert. Choreographiert von Sherrie Silver, führen Gambino und sein Gefolge junger Tänzer mehrere virale Tanzbewegungen vor, darunter den südafrikanischen Gwara Gwara und „Shoot“, der von BlocBoy JB, einem der ad-lib-Mitwirkenden des Liedes, populär gemacht wurde. An einer Stelle im Video schießt Gambino mit einer Kurzwaffe einem Mann, dessen Kopf durch eine Kapuze verhüllt ist, in den Hinterkopf. Hier wechselt die Musik von einer „Afro-Folk-inspirierten Melodie“ hin zu „dunklem, pulsierendem Trap“.
An einer anderen Stelle schießt er mit einer automatischen Schusswaffe einen Kirchenchor nieder. Jedes Mal, wenn die Schusswaffen eingesetzt werden, ändert sich die Stimmung der Musik. Gambinos Tanz steht im Kontrast zu schockierenden Momenten der Gewalt und lenkt vom sich entfaltenden Chaos im Hintergrund ab. Die amerikanische Sängerin SZA hat einen Cameoauftritt. Das Video endet mit Gambino in einem abgedunkelten Teil des Lagers, wo er verängstigt auf die Kamera zuläuft, während er von einem weißen Mob verfolgt wird. Regisseur Murai nannte die Filme City of God und Mother! als Inspirationsquelle für das Musikvideo.
Interpretationen

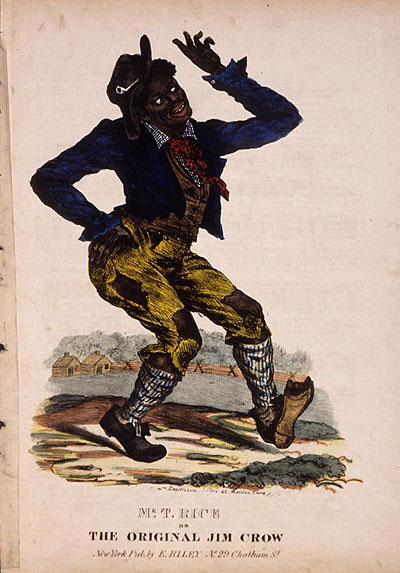
Das Stereotyp Jim Crow

Das Musikvideo enthält viele versteckte Hinweise und unterschwellige Botschaften, die gesellschaftliche Probleme in den Vereinigten Staaten aufzeigen und kritisieren. So wurde von einigen Rezipienten aufgezeigt, dass die Waffen im Musikvideo nach Nutzung immer in rote Tücher gehüllt werden. Dies solle darauf hinweisen, dass in den Vereinigten Staaten immer noch bei tödlichen Schießereien die Waffen über den Verlust unschuldigen Lebens gestellt werden. Während Gambino dem Mann in den Hinterkopf schießt, nimmt er eine skurril anmutende Haltung ein, die einer Jim-Crow-Karikatur ähnelt.
Das Niederschießen des Kirchenchors ist ein offensichtlicher Verweis auf den Anschlag in Charleston 2015. Die Hose, die Childish Gambino während des Videos trägt, ähnelt der Uniformhose von Soldaten der Konföderierten Staaten von Amerika aus Zeiten des Sezessionskrieges. Monumente zu Ehren der Konföderierten geraten seit längerem in die Kritik, weil sie von Afroamerikanern oft als Denkmäler der Sklaverei gesehen werden. Im Video reitet ein Mann mit Kapuze auf einem weißen Pferd im Hintergrund. Dieses Symbol wurde mit dem ersten apokalyptischen Reiter in Verbindung gebracht, der in der Bibel den Ausbruch eines Krieges und die kommende Apokalypse verkündet.

## Rezeption
Einen Tag nach der Veröffentlichung war die Single auf Platz 1 der amerikanischen iTunes-Charts. Das Musikvideo wurden innerhalb von zwei Tagen 30 Millionen Mal bei YouTube angesehen. Am 13. Mai 2018 erreichte das Video die Marke von 100 Millionen Abrufen. Bis Mitte 2022 wurde das Musikvideo über 800 Millionen Mal angesehen.  Kein Liedtext vor This Is America erreichte bei Genius eine Million Abrufe in 45 Stunden.
Durch die Proteste infolge des Todes von George Floyd erreichte das Lied neue Aufmerksamkeit, während das Musikvideo mit Stand November 2020 über 734 Millionen Mal bei YouTube angesehen wurde.
Der puerto-ricanische Rapper Residente „antwortete“ Childish Gambino 2022 mit dem Lied This Is Not America, in dem er auf die kulturelle Dominanz der Vereinigten Staaten und ehemaliger Kolonialmächte über den amerikanischen Kontinent hinweist und im Musikvideo indigene Völker und Guerillas darstellt.

### Rezensionen

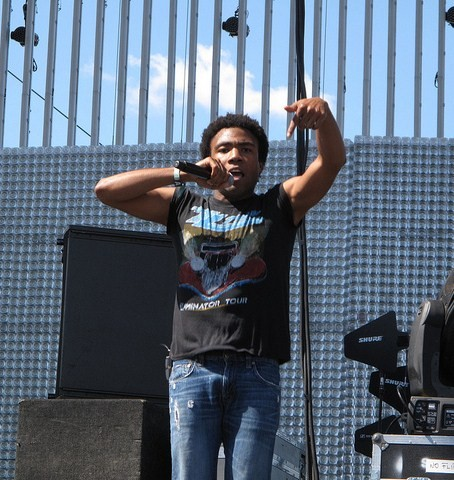
Childish Gambino auf dem Coachella-Festival 2012

Für Pitchfork war This Is America der „Best New Track“. Glover kehre zurück zu den Rap-Wurzeln von Childish Gambino. Frank Guan schrieb für Vulture: „Aber es ist die Prosodie und der Inhalt von Glovers Texten, die den tiefsten Einfluss haben: Mit seiner geldgierigen, modischen, schießwütigen und drogenschwingenden Rhetorik, die in einem gekappten Triplet-Flow geliefert wird, ist der Song in seiner Gesamtheit eine Trap-Nummer.“
Das Complex-Magazin schrieb: „Wenn man die Ebenen entfernt, erhält man ein wunderschön dunkles Porträt der extremen Gewalt und Wut, die durch Amerika zieht, und, was am wichtigsten ist, in den Köpfen der schwarzen Amerikaner, die versuchen, diesen Wahnsinn zu überleben. Dass Gambino diese Stränge zu einer zusammenhängenden Erzählung mit Gesang, Tanz und Video verweben kann, unterstreicht, dass er heute die wichtigste kreative Stimme für unser Volk ist.“
Spencer Kornhaber von The Atlantic beschrieb die erste Reaktionen auf Twitter als „einen sprudelnden Fluss des wohlverdienten Lobes“ und das Video als „das meistdiskutierte Musikvideo der letzten Zeit“. Daniel Kreps vom Rolling Stone kommentierte, dass das Video „eine surreale, eindringliche Aussage über Waffengewalt in Amerika“ sei.
Andreas Borcholte von Spiegel Online nannte Glover „den gesellschaftspolitisch relevantesten Black-Music-Künstler zurzeit“ und bezeichnete das Lied und Video als einzigartiges „brillantes und wirkmächtiges Panorama der schwarzen Lebenswirklichkeit“. Im Tanzstil des Musikvideos sieht Borcholte eine Anlehnung an das Stereotyp Jim Crow.

### Preise
| Jahr | Veranstaltung               | Preis                            | Ergebnis  | Belege |
| ---- | --------------------------- | -------------------------------- | --------- | ------ |
| 2018 | Teen Choice Awards 2018     | Choice Song: Male Artist         | Nominiert | [ 34 ] |
| 2018 | Teen Choice Awards 2018     | Choice Song: R&B/Hip-Hop         | Nominiert | [ 34 ] |
| 2018 | MTV Video Music Awards 2018 | Video of the Year                | Nominiert | [ 35 ] |
| 2018 | MTV Video Music Awards 2018 | Best Video with a Social Message | Gewonnen  | [ 35 ] |
| 2018 | MTV Video Music Awards 2018 | Best Direction                   | Gewonnen  | [ 35 ] |
| 2018 | MTV Video Music Awards 2018 | Best Choreography                | Gewonnen  | [ 35 ] |
| 2018 | MTV Video Music Awards 2018 | Best Art Direction               | Nominiert | [ 35 ] |
| 2018 | MTV Video Music Awards 2018 | Best Editing                     | Nominiert | [ 35 ] |
| 2018 | MTV Video Music Awards 2018 | Best Cinematography              | Nominiert | [ 35 ] |
| 2018 | iHeartRadio MMVAs 2018      | Video of the Year                | Nominiert | [ 36 ] |
| 2018 | iHeartRadio MMVAs 2018      | Best Director                    | Nominiert | [ 36 ] |
| 2018 | iHeartRadio MMVAs 2018      | Fan Fave Video                   | Nominiert | [ 36 ] |
| 2019 | Grammy Awards 2019          | Record of the Year               | Gewonnen  | [ 37 ] |
| 2019 | Grammy Awards 2019          | Song of the Year                 | Gewonnen  | [ 37 ] |
| 2019 | Grammy Awards 2019          | Rap/Sung Collaboration           | Gewonnen  | [ 37 ] |
| 2019 | Grammy Awards 2019          | Music Video                      | Gewonnen  | [ 37 ] |

## Kommerzieller Erfolg

### Chartplatzierungen
This Is America debütierte auf Platz eins der US-amerikanischen Billboard Hot 100. In der ersten Wochen verkaufte sich der Song digital 78.000 Mal und wurde 65,3 Millionen Mal in der Vereinigten Staaten gestreamt. Das dazugehörige Musikvideo machte 68 % des gesamten Streamings aus. This Is America ist auch Childish Gambinos erste Top-10-Platzierung. Seit Justin Timberlake, der 2016 mit Can’t Stop the Feeling! die Charts anführte, ist Glover auch der erste Emmy-Preisträger auf Platz eins der Hot 100.
| ChartsChartplatzierungen       | Höchstplatzierung | Wochen |
| ------------------------------ | ----------------- | ------ |
| Deutschland (GfK)              | 39 (4 Wo.)        | 4      |
| Österreich (Ö3)                | 20 (5 Wo.)        | 5      |
| Schweiz (IFPI)                 | 16 (6 Wo.)        | 6      |
| Vereinigte Staaten (Billboard) | 1 (17 Wo.)        | 17     |
| Vereinigtes Königreich (OCC)   | 6 (10 Wo.)        | 10     |

| ChartsJahrescharts (2018)      | Platzierung |
| ------------------------------ | ----------- |
| Vereinigte Staaten (Billboard) | 51          |

### Auszeichnungen für Musikverkäufe
| Land/Region                  | Auszeichnungen für Musikverkäufe (Land/Region, Auszeichnung, Verkäufe) | Verkäufe  |
| ---------------------------- | ---------------------------------------------------------------------- | --------- |
| Australien (ARIA)            | 3× Platin                                                              | 210.000   |
| Dänemark (IFPI)              | Gold                                                                   | 45.000    |
| Frankreich (SNEP)            | Gold                                                                   | 100.000   |
| Kanada (MC)                  | 3× Platin                                                              | 240.000   |
| Mexiko (AMPROFON)            | Platin                                                                 | 60.000    |
| Neuseeland (RMNZ)            | Gold                                                                   | 15.000    |
| Polen (ZPAV)                 | Platin                                                                 | 20.000    |
| Portugal (AFP)               | Gold                                                                   | 5.000     |
| Schweden (IFPI)              | Gold                                                                   | 40.000    |
| Vereinigte Staaten (RIAA)    | 5× Platin                                                              | 5.000.000 |
| Vereinigtes Königreich (BPI) | Platin                                                                 | 600.000   |
| Insgesamt                    | 5× Gold · 14× Platin ·                                                 | 6.335.000 |